# Димитър Манчев (кмет)
Димитър Манчев Иванов е български политик.

## Биография
Роден е през 1870 година в град Кюстендил. Учи се в родния си град в Държавното трикласно и педагогическо училище. След това изучава кондурджилък (обущарство), обаче след една година се отказва и поема от баща си търговията с манифактурни стоки.
Изборите за общински съветници през март 1912 г. се провеждат за първи път по пропорционалната изборна система. Димитър Манчев е начело на правителствената листа, поддържана от управляващите Народняшка партия и Прогресивнолиберална партия и е избран за кмет на 9 април.
Кметуването на Димитър Манчев съвпада с времето на войните 1912/1913 г. и 1915/1918 г., което налага тежки условия за управлението. По-голяма част от дейността на кмета е ангажирана с вооенни дела – мобилизация, изпълнение на службата по реквизиция, прехрана на града, като Манчев изпълнява и длъжността председател на местната Комисия за стопански грижи и обществена предвидливост. През времето между двете войни кметството се грижи за водоснабдяването на града, като се каптират няколко нови извора и се свързват с дотогавашния градски водопровод. С това се увеличава количеството на питейната вода, която дотогава е недостатъчна.
В края на 1916 г. Димитър Манчев е отстранен от длъжност и предаден на военен съд за нередности и злоупотреби от ръководената от него комисия. Осъден е на тъмничен затвор, където здравето му се влошава и умира през пролетта на 1918 г.